# It's Not Unusual
It's Not Unusual és una cançó composta per Les Reed i Gordon Mills, i interpretada pel cantant Tom Jones, que fins llavors era un desconegut.

## Història
«It's Not Unusual» va ser tocada per primera vegada l'11 de novembre de 1965 als estudis Decca de West Hempstead. La cançó havia estat oferta prèviament a la cantant Sandie Shaw. Jones la va gravar, en principi, com a mostra per tal que Sandie Shaw l'escoltés i es prestés a interpretar-la. No obstant això, la cantant va quedar tan impressionada amb la interpretació de Jones que va recomanar que es publiqués la versió d'ell. El tema va aconseguir el número u en les llistes d'èxits del Regne Unit de 1965 i va fer famós a Tom Jones. El productor de l'enregistrament va ser Peter Sullivan, dels estudis Decca.
El tema ha aparegut en moltes pel·lícules i sèries: El príncep de Bel Air (1993), Edward Scissorhands (1990), Mars Attacks (1996) i Duck Dodgers (2003), entre d'altres. També va ser tocada en estadis de diversos països com Anglaterra i els Estats Units. A més, la cançó va ser interpretada per Darren Criss al primer capítol de la tercera temporada de la sèrie de televisió Glee.

## Pel·lícules
- Edward Scissorhands (1990)
- Els Simpson (1992)
- El príncep de Bel Air (1993)
- Mars Attacks (1996)
- Will & Grace (2001)
- Duck Dodgers (2003)
- El fill (2023)